# Lizard (album)
Lizard  is het derde album van de Britse progressieve rockband King Crimson. Onder de bezielende leiding van Robert Fripp werd een totaal ander album in elkaar gezet ten opzichte van de twee voorgangers. Veel avangardistische en jazz invloeden, orkestraal en klassiek met een bolero. Erg complex soms en heel erg jaren 70 waar zeer veel avontuurlijke muziek werd gecomponeerd en waar dit album een voorbeeld van is.
Producer Steven Wilson heeft in 2009 een remastering project afgerond waarbij dit album is geremasterd voor de 40th anniversary edition.

## Tracklist
1. Cirkus (Robert Fripp / Pete Sinfield)
2. Indoor Games (Robert Fripp / Pete Sinfield)
3. Happy Family (Robert Fripp / Pete Sinfield)
4. Lady of the Dancing Water (Robert Fripp / Pete Sinfield)
5. Lizard: (Robert Fripp / Pete Sinfield)
  1. Prince Rupert Awakes /
  2. Bolero: The Peacock's Tale /
  3. The Battle of Glass Tears /
  4. Big Top

## Bezetting
- Robert Fripp: gitaar
- Pete Sinfield: teksten, licht
- Mel Collins: saxofoon, dwarsfluit
- Gordon Haskell: basgitaar, zang
- Andrew McCulloch: drums

Met medewerking van:
- Marc Charig: kornet
- Nick Evans: trombone
- Robin Miller: hobo
- Jon Anderson: zang
- Keith Tippett: piano